# Robo de bancos
La expresión robo de un banco, atraco de un banco o asalto de un banco hace referencia a un delito que consiste en la sustracción de dinero de un banco, sea por parte de un individuo solitario o en grupo, usualmente mediante la amenaza y coacción de sus empleados para lograr su fin, empleando o no la violencia física. Se considera a aquellas personas que participaron como ladrones o atracadores de bancos.

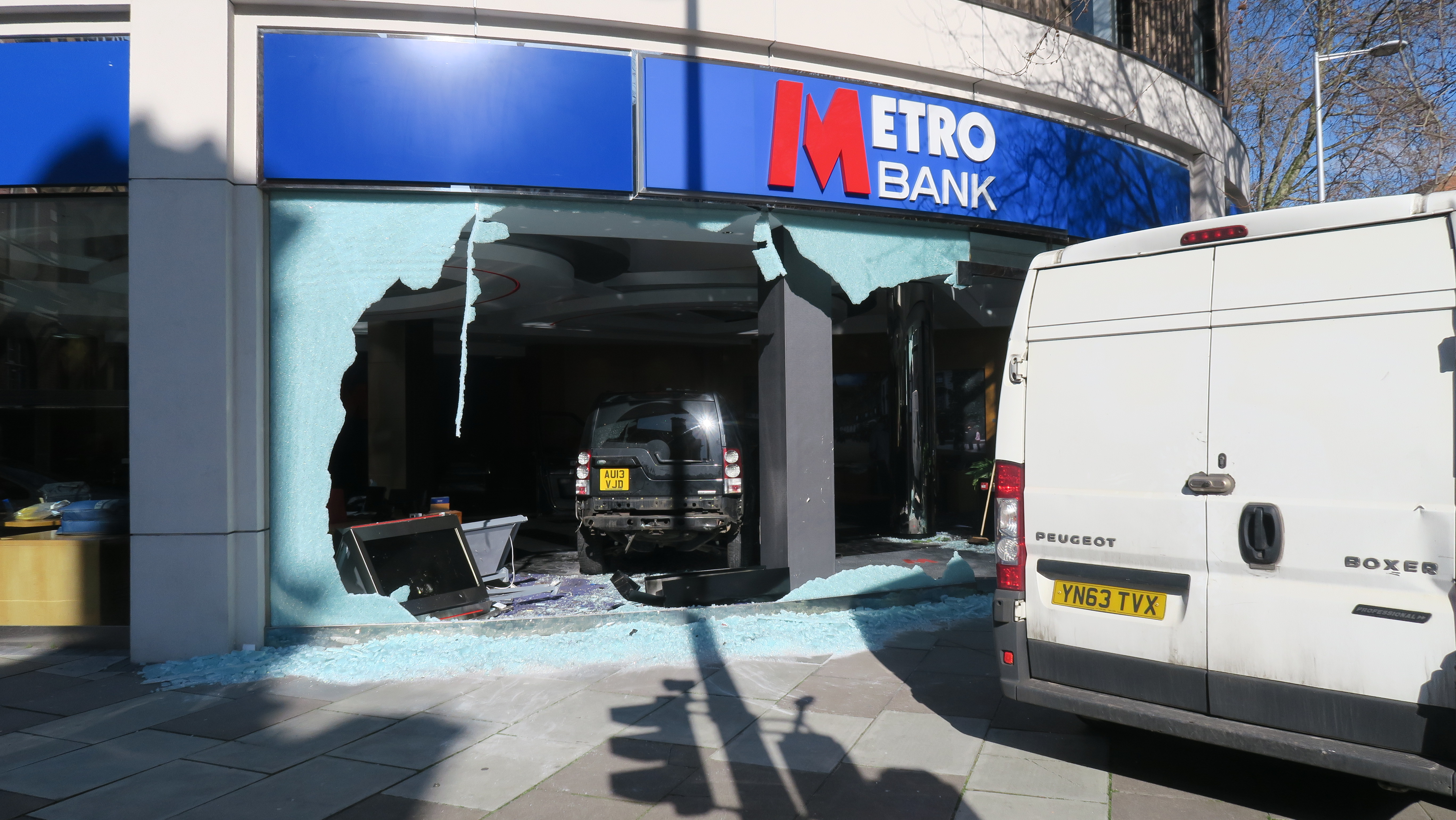
Banco luego de ser robado.

## Estados Unidos

### Historia

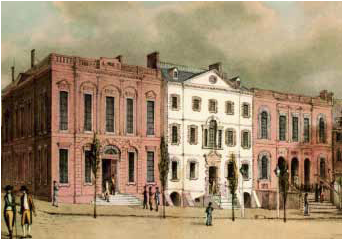
Edificio que ocupó el City Bank, en unos de los primeros grandes robos en un banco de Estados Unidos.

Aunque en la ficción, desde la literatura hasta los Wéstern, se ha tendido a unir la imagen que el Viejo Oeste a los robos de bancos frecuentes, según la Fundación para la Educación Económica, se trataba de casos excepcionales, como el robo del Clay County Savings Association Building de Liberty, Misuri, por parte de la banda de James-Younger, que fue considerado como el primero llevado a cabo en épocas de paz.
Desde la Constitución de los Estados Unidos de 1787, el que es considerado como primer robo de su historia, fue en 1798 en Carpenters' Hall, Filadelfia, en el Estado de Pensilvania. En ese momento, Filadelfia era la capital temporal de Estados Unidos y sufría unos graves brotes de fiebre amarilla que, ante la imposibilidad del control de la pandemia, causó el caos en la sociedad. La plana mayor del gobierno, empezando por el presidente de los Estados Unidos, John Adams, huyeron de la ciudad así como muchos de sus ciudadanos que estaban en condiciones para ellos. Aprovechando que la noche del 31 al 1 de septiembre de ese mismo año la ciudad estaba casi desierta, los ladrones entraron a la bóveda de Carpenters' Hall haciéndose con un botín de 162,821 dólares en efectivo. Cuando los guardas se percataron, observaron que no había signo algunos de haber forzado ninguna cerradura, sospechando del herrero Patrick Lyon, de 19 años, sin prueba alguna y alegando solo que sus llaves "sus cerraduras eran tan buenas que nadie más que él podía abrirlas". No obstante, el robo resultó una conspiración interna entre un miembro de la compañía y el vigilante nocturno.
El siguiente del cual se tiene constancia, fue el robo del City Bank de Nueva York en 1831, donde los ladrones consiguieron hacerse con un botín de 245,000 dólares del actualmente conocido como Citibank, que serían más de 6 millones al cambio de 2013.

### Marco legal
Ante un robo de un banco, en Estados Unidos las patrullas de proximidad de la localidad donde se producen los hechos rodean y cercan la zona hasta la llegada del FBI, quien tiene la jurisdicción en estos casos.

## España

### Marco legal

#### Regulación
En España, la seguridad básica de los bancos viene regulada por el Boletín Oficial del Estado, Orden INT/317/2011, de 1 de febrero, sobre medidas de seguridad privada, donde se indica los mínimos a los que se deben acoger de manera obligatoria todas aquellas entidades de crédito. La ley prové variaciones de las condiciones en función de la población, si supera o no los 10.000 habitantes y si supera la media nacional sobre robos en entidades de este tipo durante los dos últimos años. Las más comunes, contemplan y regulan aspectos como la correcta ubicación de los dispensadores de efectivo, los controles de acceso o el tipo que cajas fuertes (siendo obligatorio la custodia del efectivo en contenedores provistos de retardo). A nivel electrónico, se especifica el sistema de registro de imágenes, sobre dónde y cómo deben estar instaladas, así como otros sistemas perimetrales. También se obliga a tener un mínimo de blindaje según la escala del Comité Europeo de Normalización, tanto en cristales como de cajas fuertes y cámaras acorazadas de la entidad.

#### Actuación
Los cuerpos de seguridad que tiene potestad para la actuación e investigación de los robos de banco son el Cuerpo Nacional de Policía, la Guardia Civil y las diferentes policías autonómicas tales como los Mozos de Escuadra en Cataluña o la Ertzaintza en el País Vasco.

## Sistemas disuasorios comunes
A lo largo de los años, a medida que los ladrones han sofisticado sus métodos, los bancos han ido fortificando sus sedes con medidas activas o pasivas y haciendo uso de elementos arquitectónicos o virtuales para disuadir, evitar o dificultar, en última instancia, la salida rápida de los ladrones. Estos elementos, varían según el país y legislación a que estén sometidos, importancia de la entidad dependiendo de si se trata de la sede central, sucursal y el número de habitantes. 
A nivel arquitectónico, los sistemas más habituales suelen ser la instalación de bolardos en los puntos críticos de su perímetro para evitar ataques mediante la técnica de alunizaje y vallas de seguridad. A nivel electrónico, hay varios sistemas que los bancos pueden usar para evitar el primer contacto, como los seguridad perimetral, incluyendo la videovigilancia, la incorporación de sensores de infrarrojo pasivos para detectar movimientos en zonas u horarios donde no está previsto el paso de personas y un sistema de alarma con línea directa a la policía o a un servicio de seguridad privada. Estas pueden incluir alarma sonora, alarma silenciosa o sistemas de neutralización como las cortinas de humo, todos ellos activados mediante la seguridad pasiva o mediante la pulsación de botones del pánico. Con el fin de prevenir ataques desde el subsuelo en las cámaras acorazadas, vía excavación de túneles o mediante la técnica del butrón desde edificios colindantes, existen los detectores sísmicos, unos sistemes de alarma cuya base de funcionamiento es la misma que la del sismógrafo, así como la instalación de micrófonos y dectectores volumétricos.
En el caso de que se haya conseguido entrar y hacerse con el dinero, además de la cortina de humo especificada anteriormente, existen métodos como las bombas de tinta. Estos pequeños artefactos fueron inventados patentado por Scott E. Keniston en 1994, tiene el objetivo de disuadir los robos mediante la inutilización de los billetes robados, ya que se ocultan entre los fardos y una vez detonados, impregnan de tinta delatadora e irremovible de los billetes, quedando inutilizados.

## Ladrones de bancos notables
- Años 1871, Banda de James-Younger.
- Años 1920-1950, Willie Sutton.
- Años 1930, Bonnie y Clyde.
- Años 1990-2000, Jaime Giménez Arbe.

## Cultura popular
El relato de personajes, bien sean reales o ficticios han estado presente desde los primeros relatos orales, llegando a crear estilos propios en la literatura como en televisión.

### Libros notables
Lista de los principales libros, según El Confidencial y The Strand Magazine:
- 1958, The Getaway, novela de Jim Thompson.
- 1975, The Great Train Robbery, novela de Michael Crichton.
- 1997, Another Day in Paradise, novela de Eddie Little.
- 1999, Education of a Felon, autobiografía del atracador Edward Bunker.
- 2004, Prince of Thieves, novela de Chuck Hogan.
- 2010, Wanted lovers, libro que sigue los pasos de la vida real de los atracadores Bonnie y Clyde a través de las cartas que se enviaron.
- 2013, Ghostman, novela de Roger Hobbs.
- 2018, Cherry, novela de Nico Walker.
- 2019, Sutton, novela escrita por J. R. Moehringer.
- 2019, Esa maldita pared, autobiografía del atracador español conocido como El Flako.
- 2020, El solitario, novela de Lorenzo Silva y Manuel Marlasca, sobre la vida del atracador homónimo.

### Películas notables
Lista de las películas más representativas, según la revista Time:
- 1968, The Thomas Crown Affair, dirigida por Norman Jewison.
- 1975, Tarde de perros, dirigida por Sidney Lumet.
- 1991, Point Break, dirigida por Kathryn Bigelow.
- 1995, Heat, dirigida por Michael Mann.
- 1996, Set It Off, dirigida por Roger Donaldson.
- 2006, Inside Man, dirigida por Spike Lee.
- 2008, The Bank Job, dirigida por Roger Donaldson y basada en el robo real que ocurrió en Baker Street, Londres (Reino Unido).
- 2010, The Town, dirigida por Ben Affleck.
- 2017, Baby Driver, dirigida por  Edgar Wright.

### Series notables
- 2017, La casa de papel, serie española creada por Álex Pina.

- 2020, El Robo del Siglo, miniserie de la productora Dynamo junto a Netflix.[15][16]